# 菅生ケ丘
菅生ケ丘（すがおがおか）は、川崎市宮前区の町名。丁目の設定がない単独町名である。住居表示実施済区域。面積は0.327km²。

## 地理
宮前区の北西部に位置する。一帯は住宅地となっているほか、川崎市バス鷲ヶ峰営業所や防衛装備庁艦艇装備研究所川崎支所などが所在する。
菅生ケ丘の北部では多摩区長沢と、東部から南東部にかけて菅生と接する。南西部では水沢と、西部では潮見台と接する（特記のない町名は宮前区所属）。

## 歴史
江戸時代までの当地は「大野原」という入会地となっていたが、享保期に、江戸麻布にあった天真寺の住職、孝岳が当地を買い取って新田開発を行い、「天真寺新田」として独立した。ただし、住居は天真寺の庵のみで、耕作は近隣の農民が行い、村政も下菅生村の名主が行っていた。その開発の経緯から、霊鷲山にちなんだ「鷲ヶ峰」や、荒地に松を一本植えるごとに般若経を一巻唱えたことに由来する「般若台」などの小名がついていた。
明治時代には天真寺新田が菅生村と合併し、その後は向丘村→川崎市と変遷を遂げていった。その間を通して行政上菅生の一部であった当地も、平成に入った直後に独立した住居表示となった。

### 地名の由来
当地に住居表示を施行することになった際、住民の希望が「鷲ヶ峰」（由来は前述）と「天王台」（当地に鎮座した天王社にちなむ）の二派に分裂してしまい、江戸時代の下菅生村からとった「菅生ケ丘」とすることで決着させた。

### 沿革
- 江戸時代前期 - 入会地であった。
- 享保期 - 天真寺の住職、孝岳により新田開発がなされる。
- 1731年（享保16年） - 検地が行われ、天真寺新田となる[7]。
- 1875年（明治8年） - 天真寺新田が菅生村と合併。
- 1889年（明治22年） - 町村制施行にあわせ、菅生村など4村が合併して向丘村が成立。当地は向丘村大字菅生の一部となる。
- 1938年（昭和13年） - 向丘村が川崎市に編入。川崎市菅生の一部となる。
- 1972年（昭和47年） - 川崎市が政令指定都市へ移行。高津区菅生の一部となる。
- 1982年（昭和57年） - 高津区から宮前区が分区。当地は宮前区菅生の一部となる。
- 1989年（平成元年） - 宮前区菅生の住居表示未施行地域全域で住居表示が施行。宮前区菅生ケ丘となる。

## 世帯数と人口
2025年（令和7年）6月30日現在（川崎市発表）の世帯数と人口は以下の通りである。
| 町丁     | 世帯数    | 人口    |
| -------- | --------- | ------- |
| 菅生ケ丘 | 1,287世帯 | 2,748人 |

### 人口の推移

人口推移のグラフ

菅生ケ丘の人口は、以下の表のように推移している。
| 年                 | 基準日  | 人口 | 人口基準 | 出典   |
| ------------------ | ------- | ---- | -------- | ------ |
| 1989年（平成元年） | 10月1日 | 3298 | 推計人口 | [ 13 ] |
| 1990年（平成2年）  | 10月1日 | 3352 | 国勢調査 | [ 13 ] |
| 1991年（平成3年）  | 10月1日 | 3355 | 推計人口 | [ 13 ] |
| 1992年（平成4年）  | 10月1日 | 3312 | 推計人口 | [ 13 ] |
| 1993年（平成5年）  | 10月1日 | 3286 | 推計人口 | [ 14 ] |
| 1994年（平成6年）  | 10月1日 | 3263 | 推計人口 | [ 14 ] |
| 1995年（平成7年）  | 10月1日 | 3193 | 国勢調査 | [ 14 ] |
| 1996年（平成8年）  | 10月1日 | 3063 | 登録人口 | [ 14 ] |
| 1997年（平成9年）  | 10月1日 | 3004 | 登録人口 | [ 14 ] |
| 1998年（平成10年） | 10月1日 | 3077 | 登録人口 | [ 15 ] |
| 1999年（平成11年） | 10月1日 | 3042 | 登録人口 | [ 16 ] |
| 2000年（平成12年） | 10月1日 | 2997 | 登録人口 | [ 17 ] |
| 2001年（平成13年） | 10月1日 | 3090 | 登録人口 | [ 18 ] |
| 2002年（平成14年） | 10月1日 | 3068 | 登録人口 | [ 19 ] |
| 2003年（平成15年） | 10月1日 | 3021 | 登録人口 | [ 20 ] |
| 2004年（平成16年） | 10月1日 | 2970 | 登録人口 | [ 21 ] |
| 2005年（平成17年） | 9月30日 | 2929 | 登録人口 | [ 22 ] |
| 2006年（平成18年） | 9月30日 | 2870 | 登録人口 | [ 23 ] |
| 2007年（平成19年） | 9月30日 | 2851 | 登録人口 | [ 24 ] |
| 2008年（平成20年） | 9月30日 | 2842 | 登録人口 | [ 25 ] |
| 2009年（平成21年） | 9月30日 | 2833 | 登録人口 | [ 26 ] |
| 2010年（平成22年） | 9月30日 | 2833 | 登録人口 | [ 27 ] |

### 人口の変遷
国勢調査による人口の推移。
| 年                 | 人口  |
| ------------------ | ----- |
| 1995年（平成7年）  | 3,193 |
| 2000年（平成12年） | 3,013 |
| 2005年（平成17年） | 2,967 |
| 2010年（平成22年） | 2,842 |
| 2015年（平成27年） | 2,765 |
| 2020年（令和2年）  | 2,859 |

### 世帯数の変遷
国勢調査による世帯数の推移。
| 年                 | 世帯数 |
| ------------------ | ------ |
| 1995年（平成7年）  | 959    |
| 2000年（平成12年） | 1,019  |
| 2005年（平成17年） | 1,103  |
| 2010年（平成22年） | 1,097  |
| 2015年（平成27年） | 1,125  |
| 2020年（令和2年）  | 1,206  |

## 学区
市立小・中学校に通う場合、学区は以下の通りとなる（2022年4月時点）。
| 番地 | 小学校             | 中学校             |
| ---- | ------------------ | ------------------ |
| 全域 | 川崎市立稗原小学校 | 川崎市立菅生中学校 |

## 事業所
2021年（令和3年）現在の経済センサス調査による事業所数と従業員数は以下の通りである。
| 町丁     | 事業所数 | 従業員数 |
| -------- | -------- | -------- |
| 菅生ケ丘 | 39事業所 | 471人    |

### 事業者数の変遷
経済センサスによる事業所数の推移。
| 年                 | 事業者数 |
| ------------------ | -------- |
| 2016年（平成28年） | 25       |
| 2021年（令和3年）  | 39       |

### 従業員数の変遷
経済センサスによる従業員数の推移。
| 年                 | 従業員数 |
| ------------------ | -------- |
| 2016年（平成28年） | 301      |
| 2021年（令和3年）  | 471      |

## 交通

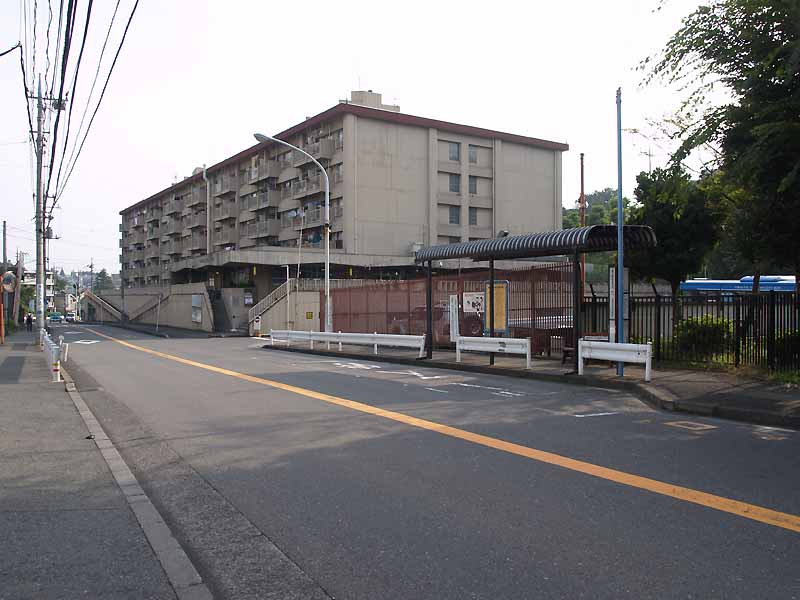
川崎市バス鷲ヶ峰営業所（2007年8月4日）

### バス
当地に川崎市バス鷲ヶ峰営業所が所在し、溝口駅、宮前平駅、生田駅など各方面へバスが運行されている。

## 施設
- 川崎市バス鷲ヶ峰営業所
- 防衛装備庁艦艇装備研究所川崎支所

## その他

### 日本郵便
- 郵便番号 : 216-0014[3]（集配局 : 宮前郵便局[38]）

### 警察
町内の警察の管轄区域は以下の通りである。
| 番・番地等 | 警察署     | 交番・駐在所 |
| ---------- | ---------- | ------------ |
| 全域       | 宮前警察署 | 蔵敷交番     |